# Darevskia dryada
Darevskia dryada là một loài thằn lằn trong họ Lacertidae. Loài này được Darevsky & Tuniyev miêu tả khoa học đầu tiên năm 1997.